# Basilisk (Schiff, 1863)
Die Basilisk war das fünfte von insgesamt acht Dampfkanonenbooten der Camaeleon-Klasse. Die als Kanonenboote I. Klasse bezeichneten Einheiten waren die ersten Boote ihrer Art der Preußischen Marine und wurden zwischen 1859 und 1865 gebaut. Die Basilisk gehörte der zweiten Bauserie an, die 1860 bei der Privatwerft Lübke in Wolgast in Auftrag gegeben wurde. Das Boot wurde in drei Kriegen eingesetzt und 1871 in die Kaiserliche Marine übernommen.

## Bau und Einsatzzeit
Die Basilisk wurde am 26. Juli 1861 auf Stapel gelegt. Der Name des Bootes stand bereits zu diesem Zeitpunkt fest, da das nötige Material teilweise aus dem Ausland bezogen werden musste und die Zollbehörden den Nachweis des Staatsbedarfes forderten. Ebenso wie ihre Schwesterschiffe verdrängte die Basilisk maximal 422 t. Sie war 43,28 m lang und 6,96 m breit, hatte 2,67 m Tiefgang und waren als Dreimast-Schoner getakelt. Sie hatte zwei liegend eingebaute einzylindrige Dampfmaschinen mit zusammen 320 PSi und lief bei ruhigem Seegang bis zu 9,3 kn. Die Besatzung zählte vier Offiziere und 67 Mannschaften. Die Bewaffnung bestand aus einem gezogenen 24-Pfünder und zwei gezogenen 12-Pfündern, die alle auf Rahmenlafetten montiert waren.
Die Basilisk lief am 20. August 1862 vom Stapel und wurde nach ihrer Fertigstellung zum Marinedepot auf den Dänholm überführt, wo sich auch der Stützpunkt der preußischen Kanonenboote befand. Dort wurde das Boot zunächst abgerüstet und in der Reserve belassen.
Die Planung, das Boot nach Ostasien zu entsenden, wurde aufgrund der schlechten Seefähigkeit und den für schwierige klimatische Verhältnisse unzureichenden Unterkünften fallen gelassen. Jedoch sah man die Basilisk für eine Reise in das Mittelmeer vor. Hierzu wurde das Kanonenboot am 28. Mai 1863 erstmals offiziell in Dienst gestellt. Gemeinsam mit der Blitz und dem Aviso Preußischer Adler trat die Basilisk am 18. August die Ausreise an und erreichte am 9. Oktober Piräus. Während dieser Fahrt hatte das Boot nicht alle seiner Geschütze an Bord, um die Seetüchtigkeit zu erhöhen und Schäden während schwerem Wetters zu vermeiden. Zunächst hatte der Verband den Schutz Deutscher während der in Griechenland herrschenden Unruhen zu gewährleisten. Für die Basilisk war außerdem die Stationierung an der Mündung des Sulinaarms vorgesehen, wie dies Preußen im Pariser Frieden von 1856 zugestanden worden war. Aufgrund des drohenden Konfliktes mit Dänemark erhielt der Verband jedoch am 3. Dezember den Rückreisebefehl.
Da an Bord der Preußischer Adler wiederholt Schäden auftraten, mussten mehrfach Zwischenhäfen angelaufen werden. Infolgedessen erreichte der Verband erst am 14. April 1864 Den Helder, wo er die Nachricht vom Ausbruch des Deutsch-Dänischen Krieges erhielt. Da ein Durchbruch in die Ostsee aufgrund der Möglichkeit eines Zusammentreffens mit überlegenen dänischen Schiffen zu gefährlich erschien, entschied der Kommandant des Verbandes, Korvettenkapitän Gustav Klatt, sich mit dem im Anmarsch befindlichen österreichischen Verband unter Wilhelm von Tegetthoff zu vereinigen, was am 1. Mai geschah. Gemeinsam mit den Fregatten Radetzky und Schwarzenberg liefen die deutschen Schiffe drei Tage später in Cuxhaven ein.
Am 9. Mai kam der österreichisch-preußische Verband nahe Helgoland in Gefechtsberührung mit drei dänischen Schiffen. Von Tegetthoff übernahm mit seinen beiden Fregatten die Hauptlast des Seegefechtes, wobei die Schwarzenberg mehrere Treffer erhielt und in Brand geriet. Die preußischen Einheiten konnten nicht effektiv in das Kampfgeschehen eingreifen. Lediglich gegen Ende des Gefechts meinte der Kommandeur des Heckgeschützes der Basilisk, Leutnant zur See von Werner, einen Treffer auf der Jylland erzielt zu haben. Dänische Gefechtsberichte erwähnen diesen Treffer nicht, weshalb von Werner Jahre später einräumte, sich womöglich getäuscht zu haben. Das Gefecht wurde schließlich mit dem Rückzug des österreichisch-preußischen Verbandes in die neutralen Gewässer Helgolands beendet. Ebenso wie die Preußischer Adler und die Blitz hatte auch die Basilisk keine Verluste oder Gefechtsschäden erlitten. Jedoch war dem Boot aufgrund der über längere Zeit geforderten hohen Geschwindigkeit der Kohlenvorrat ausgegangen, weshalb auch die Teer- und Schmierfettbestände in den Kesseln verfeuert wurden.
Im weiteren Verlauf des Deutsch-Dänischen Krieges war die Basilisk an der Besetzung der Nordfriesischen Inseln sowie der Bekämpfung kleinerer dänischer Fahrzeuge beteiligt. Außerdem konnte das Boot gemeinsam mit anderen Einheiten mehrere Prisen aufbringen. Der letzte Kampfeinsatz des Basilisk während des Krieges erfolgte am 19. Juli. Bis Kriegsende diente das Boot zur Bewachung dänischer Prisen in Cuxhaven. Die Basilisk wurde schließlich am 9. Dezember auf dem Dänholm außer Dienst gestellt und einer Kesselüberholung unterzogen.
Die nächste Indiensthaltung erfolgte vom 26. Juni bis zum 15. Oktober 1866 aufgrund des Deutschen Krieges. Das Boot wurde erneut in der Nordsee eingesetzt, jedoch kam es während des Krieges zu keinem Kampfeinsatz. In den Folgejahren wurde die Basilisk zur Vermessung der deutschen Nordseeküste eingesetzt. Das Boot nahm diese Tätigkeit vom 21. April bis zum 26. Oktober 1867 sowie vom 21. April bis zum 6. November 1868 wahr, wobei es in Geestemünde stationiert war. Finanzielle Engpässe zwangen dabei jedoch zu einer kurzzeitigen Außerdienststellung vom 6. Mai bis zum 13. Juli 1868.
Mit Ausbruch des Deutsch-Französischen Krieges wurde die Basilisk am 17. Juli 1870 wieder aktiviert und für die Verteidigung der Jade eingesetzt. Das Boot wurde am 6. April 1871 wieder außer Dienst gestellt, erneut ohne während des Krieges in einen Kampf verwickelt worden zu sein. Im Sommer 1873 erfolgte ein kurzer Einsatz des Kanonenbootes, ohne dass hierfür eine offizielle Indienststellung vorgenommen wurde.
Im Jahr 1874 erhielt die Basilisk ein Deck-Torpedorohr mit 38,1 cm Durchmesser des Systems Whitehead. Damit war das Kanonenboot das erste Torpedoboot der Kaiserlichen Marine. Vom 24. März bis zum 16. Mai 1874 führte die nun als Torpedokanonenboot bezeichnete Basilisk Versuchsfahrten zur Erprobung der Torpedos vor Wilhelmshaven durch.

## Verbleib
Die Basilisk wurde nach 1874 nicht nochmals aktiviert. Am 28. Dezember 1876 wurde das Boot aus der Liste der Kriegsschiffe gestrichen. In den folgenden Jahrzehnten wurde der Rumpf der Basilisk als Minenprahm in Wilhelmshaven weiter genutzt. Der genaue Zeitpunkt der Abwrackung ist nicht bekannt, liegt jedoch nach 1900.

## Kommandanten
| 13. Juni 1863 bis Juni 1864     | Leutnant zur See I. Klasse Andreas Anker Schau           |
| Juni bis 9. Dezember 1864       | Leutnant zur See II. Klasse Max Jung                     |
| 26. Juni bis 15. Oktober 1866   | Kapitänleutnant Prinz Hugo von Schwarzburg-Sondershausen |
| 24. April bis 26. Oktober 1867  | Kapitänleutnant Julius Ratzeburg                         |
| 21. April bis 6. Mai 1868       | Kapitänleutnant Julius Ratzeburg                         |
| 13. Juli bis 6. November 1868   | Leutnant zur See Rudolf Hoffmann                         |
| 17. Juli 1870 bis 6. April 1871 | Kapitänleutnant Wilhelm Ditmar                           |
| Juni 1873 ohne Indienststellung | Kapitänleutnant Franz Mensing                            |
| 24. März bis 16. Mai 1874       | Leutnant zur See Wilhelm Geiseler                        |